# آلبرتاسراتوپس
آلبرتاسراتوپس (نام علمی: Albertaceratops) نام یک گونه از زیرراسته شاخ‌چهرگان است.